# Lilu (Tabivere)
Lilu – wieś w Estonii, w prowincji Jõgeva, w gminie Tabivere.